# PR-CV 100
La ruta PR-CV 100 és una sender de Petit Recorregut de Ròtova, País Valencià que es desenvolupa dins del terme de Ròtova, travessant diferents paratges naturals i monuments, serres, rius, etc, tots ells de gran interès paisatgístic i cultural.
La ruta va ser promoguda pel Centre Excursionista de Ròtova i aquesta fou homologada per la Federació d'Esports de Muntanya i Escalada de la Comunitat Valenciana (FEMECV). El nom oficial de la ruta PR-CV 100 és "Senders de Ròtova - Els camins de la Serra Marxuquera".

## La Ruta

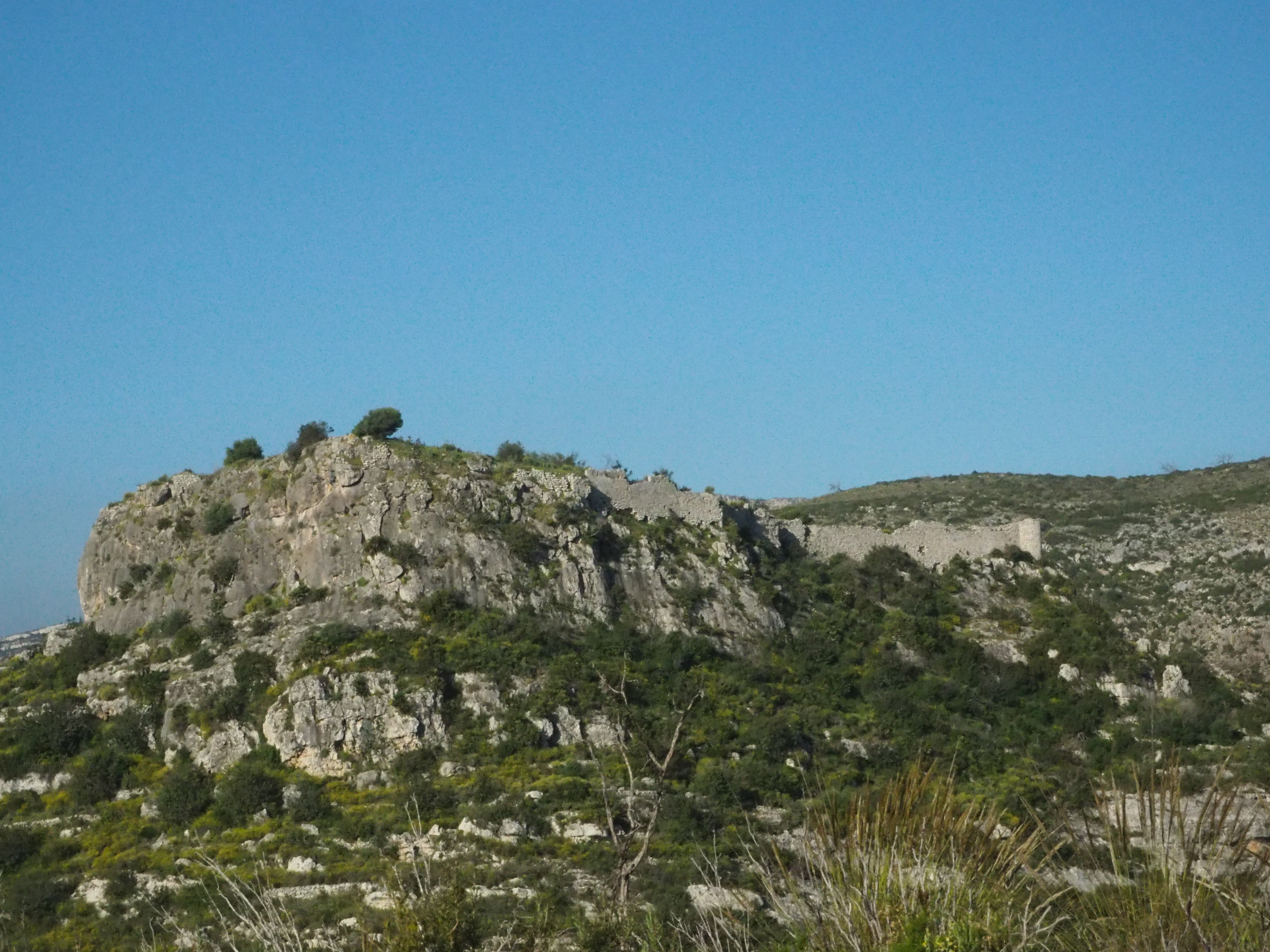
Castell de Borró. Ròtova

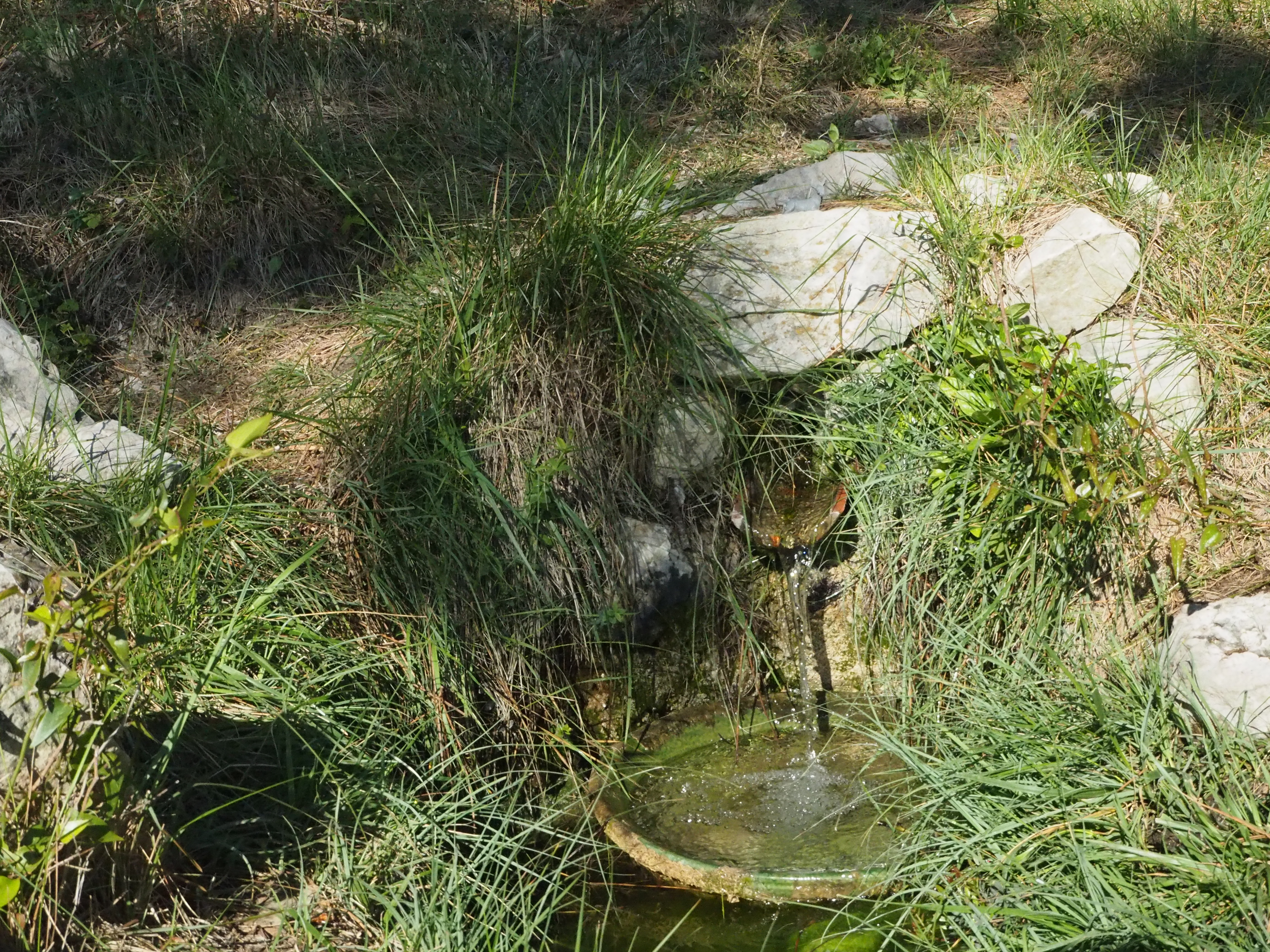
Font del Llibrells. Ròtova

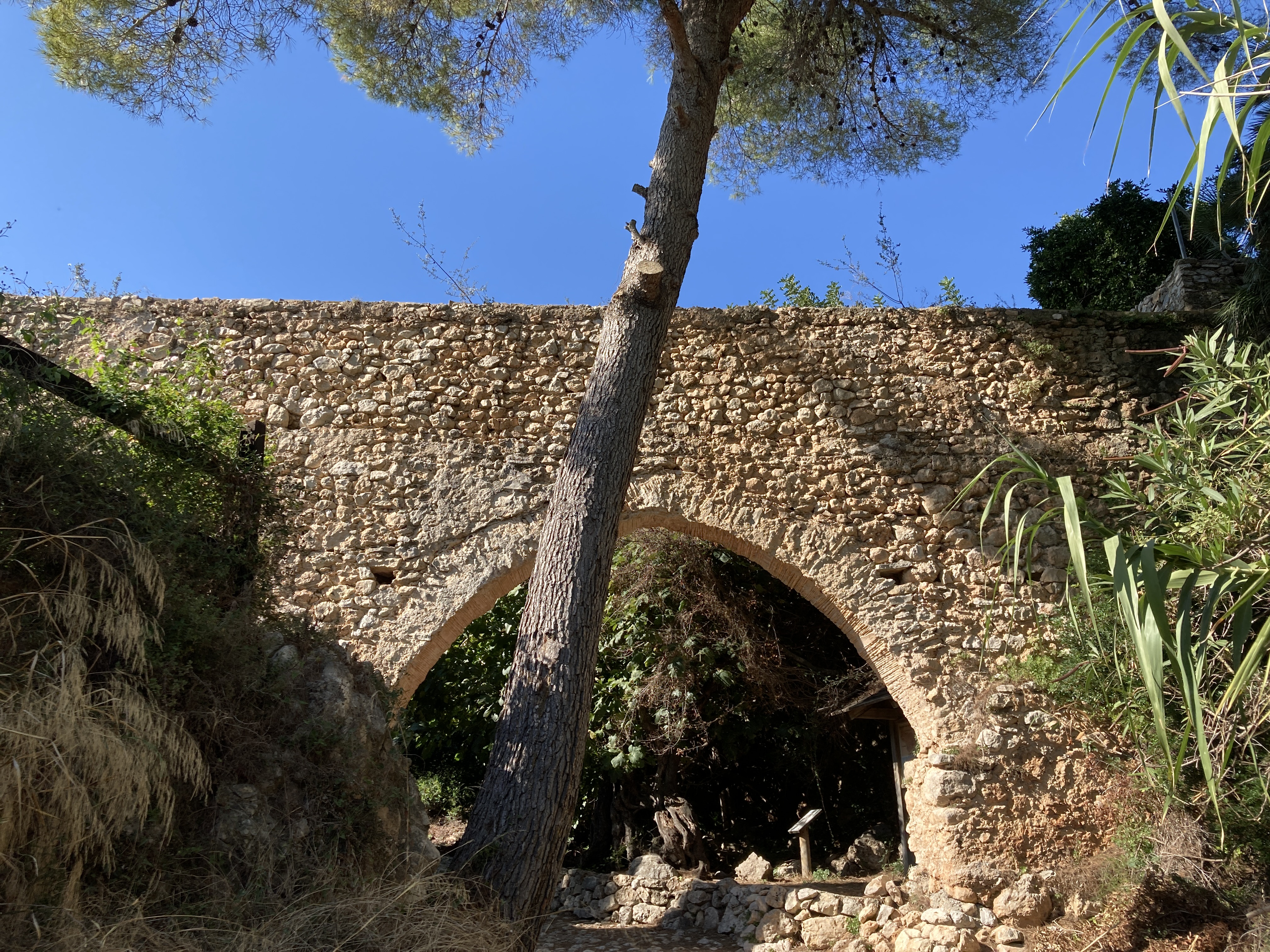
Aqüeducte gòtic. Ròtova

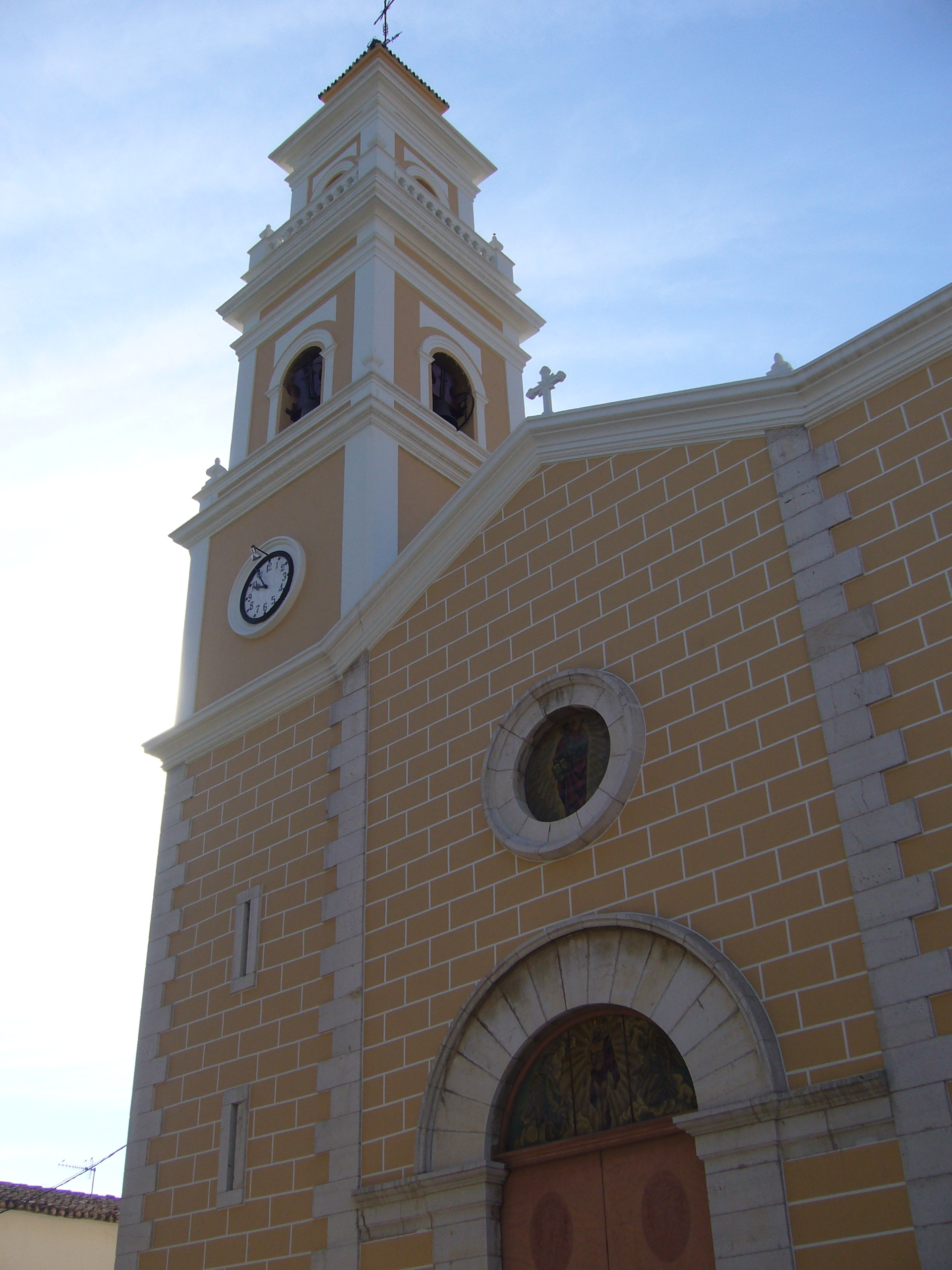
Església de Sant Bartomeu de Ròtova,

La ruta comença a Ròtova al carrer de Sant Vicent i Camí de Borró i té un sentit circular, és a dir, finalitza on comença. Té un total de 12,4 km de recorregut. Al llarg de la ruta es pot apreciar l'aqüeducte gòtic que subministrava aigua al Monestir de Sant Jeroni de Cotalba. L'altitud màxima d'aquesta ruta és de 583 msnm i la seua dificultat està qualificada com a mitjana; trigant-se a realitzar-la unes 5 hores aproximadament.

## Característiques
- Recorregut: 12,4 km
- Temps: 5 h
- Dificultat: mitjana
- Altitud màxima: 583 msnm
- Tipus: circular

## Itinerari
- Ròtova (carrer de Sant Vicent i Camí de Borró)
- Creuar dues vegades el Vernissa
- Aqüeducte de la Séquia de l'Arcada 01. (aqüeducte de Sant Jeroni de Cotalba)
- Barranc d'Atanasi o de les Galeries
- Font de les Galeries
- Forn de calç
- Penyal de l'Esclusa o de l'Estruca
- El Picaio
- Alt de les Àguiles
- Simeta del Gall
- Font dels Llibrells
- La Coveta
- Ròtova (Ctra. de les Planes)

La ruta posseeix una variant des de Font Galeries al Castell i Font del Castell, Barranc Blanc, a Ròtova (1 hora).

## Llocs d'interès
- Centres històrics de Ròtova i Alfauir
- Monestir de Sant Jeroni de Cotalba
- Castell de Borró
- Palau dels Comtes de Ròtova
- Riu Vernissa, aqüeductes i construccions de la ribera
- Molí de la Cova al Racó de la Cova
- Penya Roja
- Font de les Galeries
- Font dels Llibrells
- Alt de les Àguiles
- Vall de la Marxuquera i vistes de La Safor
- Serres de Falconera i d'Ador
- La Cova del Barranc Blanc

## Senyalització
Tot el recorregut està marcat amb les dues línies horitzontals blanc i groc típiques del Petit Recorregut.

## Instal·lacions recreatives
Refugis
- Refugi Casa dels Garcies (Centre Excursionista de Ròtova)[3]

Àrees recreatives
- La Font del Llop (Terrateig)[3]